# Antonio Cortis
Antonio Cortis, né Antonio Monton Corts le 12 août 1891 à Dénia et mort le 2 avril 1952 à Valence, est un artiste lyrique espagnol de tessiture ténor, spécialisé dans l'opéra italien et notamment les ouvrages des compositeurs véristes.

## Biographie

### Jeunesse et formation
Antonio Cortis est né sur un bateau, en mer, mais son lieu de naissance est souvent donné comme Dénia, dans quelle ville il a passé son enfance. Son nom était à l'origine Antonio Monton Corts mais il l'a changé à des fins théâtrales. Il a étudié la musique au Conservatoire Royal de Madrid et a chanté dans une chorale d'enfants. En 1909, avec sa mère veuve, il a déménagé de Madrid à Barcelone, où il a fréquenté le conservatoire local.
Il fait ses débuts sur scène en 1912 au Liceo de Barcelone en tant que chanteur comprimario, mais il progresse progressivement vers des rôles majeurs dans divers opéras d'Espagne et d'Amérique du Sud, dont le Teatro Colón de Buenos Aires. Lors de la tournée sud-américaine de 1917, le jeune ténor se lie d'amitié avec la star du Metropolitan Opera Enrico Caruso, qui l'encourage à poursuivre sa carrière de chanteur à New York. Cortis a décliné l'offre pour rentrer en Europe pour la naissance de sa fille. Il ne chantera jamais au Met mais l'amitié avec Caruso reste.

### Carrière
Sa carrière internationale débute avec des apparitions réussies à Naples et, plus important encore, au Teatro Costanzi de Rome en 1920, où il signe un contrat de trois ans. Il a ensuite chanté à Stockholm, à Milan, en Amérique latine et à Berlin et, surtout, avec la compagnie du Chicago Civic Opera de 1924 à 1932. Ses débuts au Royal Opera House, Covent Garden, ont eu lieu en 1931, dans le rôle de Calaf dans Turandot de Puccini. 
Cortis est considéré comme l'un des meilleurs interprètes de l'opéra vériste de l'entre-deux-guerres. Il a été particulièrement apprécié pour ses interprétations de Calaf et de Dick Johnson dans La fanciulla del West de Puccini, et dans les opéras d'Umberto Giordano et Pietro Mascagni. Cortis a également assumé des rôles de Verdi, tels que le Duc dans Rigoletto ou Manrico dans Il Trovatore.
La dernière phase de sa carrière se déroule en Espagne alors que la Grande Dépression a profondément affecté les économies américaines et d'autres parties du monde. Bien que sa voix soit encore en bon état, il se retire de la scène lyrique au milieu des années 1930. Sa décision de prendre sa retraite a été influencée par le début de la guerre civile espagnole. Il compose quelques œuvres vocales durant cette période et fonde une école pour chanteurs à Valence en 1940. Après la Seconde Guerre mondiale, il est sorti de sa retraite pour apparaître occasionnellement dans des opéras espagnols et d'autres œuvres. Sa santé se dégrade au début des années 1950 et il décède à l'âge de 60 ans à Valence.

## Enregistrements
Antonio Cortis a réalisé un certain nombre d'enregistrements d'airs d'opéra en 1925-1930, principalement pour HMV mais aussi pour le label Victor. Il s'agit de pièces de Gounod, Meyerbeer, Massenet, Donizetti, Verdi, Puccini, Giordano et Mascagni, et de compositeurs espagnols tels que Gaztambide, Vives et Serrano. Ces enregistrements sont maintenant disponibles sur des rééditions de CD, notamment ceux produits par les sociétés Pearl et Preiser.